# جامع الحجامين

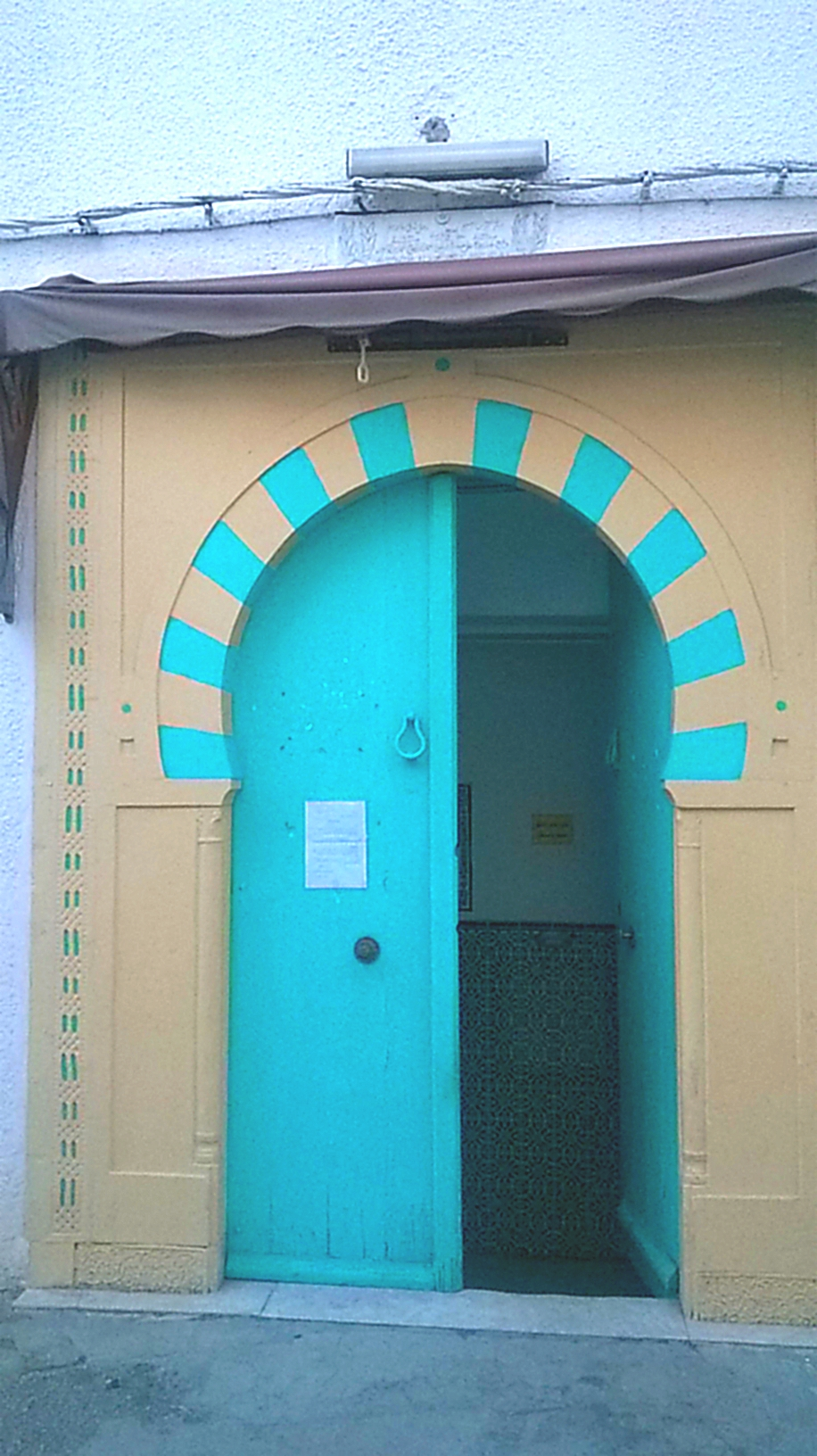
جامع الحجامين - باب الجديد

جامع الحجامين أو جامع أبو قريبة هو جامع من مساجد مدينة تونس يقع بالحجّامين بربض باب الجزيرة، جنوب المدينة.

## الموقع
يقع الجامع بنهج الحجّامين عدد 75، بالقرب من باب الجديد.

## التّاريخ
تمّت إعادة ترميمه على يد الشّيخ أحمد بالأمين، أصيل مدينة جربة سنة 1931 ميلادي الموافق لسنة 1350 هجري.